# La tua bellezza
La tua bellezza è un singolo del cantante italiano Francesco Renga pubblicato il 15 febbraio 2012 come primo estratto dalla raccolta Fermoimmagine.

## Descrizione
Il brano, scritto dallo stesso Renga insieme a Diego Mancino e Dardust, ha partecipato al Sessantaduesimo Festival della Canzone Italiana di Sanremo. La sua partecipazione al Festival è stata annunciata il 15 gennaio 2012. Alla stessa kermesse si è classificato 8º, mentre nelle radio è esplosa come la più trasmessa del festival.

Parlando del brano, Renga ha spiegato: 
(Francesco Renga)
Sul palco di Sanremo il brano è stato diretto dal maestro Peppe Vessicchio.

## Video musicale
Il video è stato reso disponibile sul canale ufficiale YouTube di Francesco Renga il 14 febbraio 2012. Il video è stato diretto da Edoardo Leo e prodotto dai Bertogna Bros. Protagonista del video, al fianco di Renga, è l'attrice Francesca Inaudi. Il video è stato girato all'interno di un teatro di posa dell'Istituto Cine TV Roberto Rossellini di Roma.

## Tracce
1. La tua bellezza – 3:31

## Classifiche
| Classifica (2012) | Posizione massima |
| ----------------- | ----------------- |
| Italia            | 8                 |